# Hypena erecta
Hypena erecta är en fjärilsart som beskrevs av Bethune-Baker 1908. Hypena erecta ingår i släktet Hypena och familjen nattflyn. Inga underarter finns listade i Catalogue of Life.